# Phyllomimus borneensis
Phyllomimus borneensis är en insektsart som beskrevs av Max Beier 1954. Phyllomimus borneensis ingår i släktet Phyllomimus och familjen vårtbitare. Inga underarter finns listade i Catalogue of Life.